# 1-萘乙酸
1-萘乙酸 （縮寫：NAA） ，是一種人工合成的生长素类有机化合物（化学式：C10H7CH2CO2H），其结構為萘的1號位置以羧甲基取代，易溶於有机溶剂，常用作植物扦插繁育中的生根粉或生根劑，亦可用作植物組織培養。